# NGC 5537
NGC 5537 (również PGC 51047) – galaktyka spiralna (S?), znajdująca się w gwiazdozbiorze Panny. Odkrył ją Albert Marth 8 maja 1864 roku. Jest zaliczana do radiogalaktyk.